# ダヴィド・ヴェイユ
ダヴィド・ヴェイユ（David Veilleux 1987年11月26日-）とは、カナダ出身の自転車選手である。ダヴィ・ヴェイユー、ダヴィ・ヴェユー等とも表記される。

## 経歴
2011年
- チーム・ヨーロッパカーに移籍。

2012年
- トレ・ヴァッリ・ヴァレジーネ 優勝

2013年
- クリテリウム・デュ・ドフィネ 区間1勝(第1S)
- ブークル・ド・ラ・メイアンヌ 総合優勝
- この年、自身初のツール・ド・フランスに出場し総合123位で完走を果たしたが、地元カナダのラヴァル大学で機械工学を学び、家族との時間を過ごす為に引退を発表した。